# 超入門!落語 THE MOVIE
『超入門!落語 THE MOVIE』（ちょうにゅうもんらくごザムービー）は、NHK総合テレビで2016年（平成28年）10月19日より2018年（平成30年）3月8日まで放送されていたバラエティ番組である。
2022年（令和4年）10月4日からは、NHK BSプレミアムで毎週火曜21:45より、過去の放送を1話ずつ分割した15分の再放送番組『超入門!落語 THE MOVIE ミニ』が放送されていた。
2023年3月26日にはNHK BSプレミアムで新作SP、12月30日にはNHK BSプレミアム4Kで古今亭志ん生SPが放送された。

## 概要
落語家が一人で登場人物の全てを演じるため、聴衆の側に聞くためのスキルを要する落語を、落語家の噺に役者の演じる映像を合わせることで、入門編として初心者にわかりやすく伝えることを狙った番組。
2016年（平成28年）の3月と7月に2度特番として放送され、好評を博したため同年10月から週1回のレギュラー番組として放送が始まった。その後、NHK Eテレで2017年（平成29年）4月3日よりEバージョンとして再編集され、これに作品の解説ミニコーナー「江戸に聞く」を追加した形で放送。2017年（平成29年）10月5日より、総合テレビにてシリーズが再開し、木曜 22:25 - 22:50枠で放送された。
「初天神」「饅頭怖い」の回が第33回ATP賞テレビグランプリ（情報・バラエティ部門）奨励賞を受賞。また、第69回国際エミー賞にノミネートされた。

## 関連番組・その他
- 2021年（令和3年）5月15日にNHK BSプレミアムで放送された、『たけしのこれがホントのニッポン芸能史』の「特撮」では、この番組のスタッフと特撮スタッフによる新作落語の実写化「抜けガヴァドン」[注釈 4]が放送された[5]。
- 2023年（令和5年）1月23日にNHK Eテレで放送された『沼にハマってきいてみた  小学生落語チャンピオン参上！ 落語沼』では、番組に登場した小学生のいっせい君の落語『猫の茶碗』に合わせて、ラランド西田とわたげがストーリーを実演する映像が制作された。番組中に本家『超入門!落語～』の映像や番組名は登場しているが、スタッフなどの関連は不明。

## 出演者
- 濱田岳（番組ナビゲーター）
- 落合隼亮（語り）
- 渡辺美佐（「江戸に聞く」ナレーション）[注釈 5]

## スタッフ
- 制作統括：是洞茂樹（NHK）、大田純寛（NHKエンタープライズ）、瀬崎一世（イースト・エンタテインメント）
- プロデューサー：斉藤嘉久（イースト・エンタテインメント）
- 演出：坂田政度（イースト・エンタテインメント）
- 編集：中西良太[注釈 5]
- 制作：NHKエンタープライズ、イースト・エンタテインメント
- 制作・著作：NHK

## 放送日時
- シーズン1：NHK総合テレビ 水曜 22:50 - 23:15[注釈 7]
- シーズン2：NHK総合テレビ 木曜 22:25 - 22:50[注釈 8]